# クエンティン・ジャクソン
クエンティン・"バトラー"・ジャクソン（Quentin "Butter" Jackson、1909年1月13日 - 1976年10月2日）は、アメリカのジャズ・トロンボーン奏者。

## キャリア
ジャクソンはキャリアの初期段階ではキャブ・キャロウェイと8年間一緒に仕事をしていた。その後、デューク・エリントン・オーケストラのメンバーとなり、チャールズ・ミンガス、ケニー・バレルらと共演した。
ダイナ・ワシントンはアルバム『Dinah Sings Bessie Smith』で、ベッシー・スミスの「Trombone Cholly」をジャクソンのホルンによるバージョンで録音し、タイトルを「Trombone Butter」に変更した。

## ディスコグラフィ

### 参加アルバム
ルイ・アームストロング
- Louis Armstrong and His Friends (1970年、Flying Dutchman/Amsterdam)

ドロシー・アシュビー
- 『ジャズ・ハープの女神 - ドロシー・アシュビー登場』 - The Fantastic Jazz Harp of Dorothy Ashby (1965年、Atlantic)

カウント・ベイシー
- 『ベイシー・アット・バードランド』 - Basie at Birdland (1961年、Roulette)
- 『リジェンド/ベイシー・プレイズ・カーター』 - The Legend (1961年、Roulette)
- 『バック・ウィズ・ベイシー』 - Back with Basie (1962年、Roulette)
- 『ベイシー・イン・スウェーデン』 - Basie in Sweden (1962年、Roulette)

ケニー・バレル
- 『ブルース：ザ・コモン・グラウンド』 - Blues - The Common Ground (1968年、Verve)
- Ellington Is Forever Volume Two (1975年、Fantasy)

デューク・エリントン
- 『エリントン '55』 - Ellington '55 (1955年、Capitol)
- 『エリントン・アット・ニューポート』 - Ellington at Newport (1956年、Columbia)
- 『デューク・エリントン・プレゼンツ…』 - Duke Ellington Presents... (1956年、Bethlehem)
- 『ザ・デューク』 - Historically Speaking - The Duke (1956年、Bethlehem)
- 『エリントン・インディゴス』 -  Ellington Indigos (1958年、Columbia)
- Newport 1958 (1958年、Columbia)
- Blues in Orbit (1960年、Columbia)
- 『アナトミー・オブ・ア・マーダー』 - Anatomy of a Murder (1959年、Columbia)
- 『公爵演奏會』 - All Star Road Band (1983年、Doctor Jazz) ※1957年録音
- The 1953 Pasadena Concert (1985年、GNP Crescendo) ※1953年録音

エラ・フィッツジェラルド
- 『シングズ・ザ・デューク・エリントン・ソングブック』 - Ella Fitzgerald Sings the Duke Ellington Songbook (1957年、Verve)

ジョニー・ホッジス
- 『エリントニア '56』 - Ellingtonia '56 (1956年、Norgran)
- 『デュークズ・イン・ベッド』 - Duke's in Bed (1956年、Verve)
- 『ザ・ビッグ・サウンド』 - The Big Sound (1957年、Verve)
- Johnny Hodges with Billy Strayhorn and the Orchestra (1961年、Verve)
- 『ザ・ラビット・イン・パリ』 - The Rabbit (1962年、Disques Vogue)
- 『スリー・シェイズ・オブ・ブルー』 - 3 Shades of Blue (1970年、Flying Dutchman)

ミルト・ジャクソン
- 『ミルト・ジャクソン・アンド・ビッグ・ブラス』 - For Someone I Love (1963年、Riverside)

クインシー・ジョーンズ
- 『アイ・ディグ・ダンサーズ』 - I Dig Dancers (1960年、Mercury)
- 『ザ・ヒップ・ヒッツ』 - Quincy Jones Plays Hip Hits (1963年、Mercury)
- 『ミュージック・オブ・ヘンリー・マンシーニ』 - Quincy Jones Explores the Music of Henry Mancini (1964年、Mercury)
- 『ゴールデン・ボーイ』 - Golden Boy (1964年、Mercury)
- 『プレイズ・フォー・プッシーキャッツ』 - Quincy Plays for Pussycats (1965年、Mercury)

ハービー・マン
- 『ラテン・マン』 - Latin Mann (1965年、Columbia)
- 『アワ・マン・フルート』 - Our Mann Flute (1966年、Atlantic)

フレディ・マッコイ
- Listen Here (1968年、Prestige)

チャールズ・ミンガス
- 『タウン・ホール・コンサート』 - Town Hall Concert (1962年、United Artists) 
のち The Complete Town Hall Concert (1994年、Blue Note)
- 『黒い聖者と罪ある女』 - The Black Saint and the Sinner Lady (1963年、Impulse!)
- 『5（ファイヴ）ミンガス』 - Mingus Mingus Mingus Mingus Mingus (1963年、Impulse!)
- 『エピタフ』 - Epitaph (1989年、Columbia)

ウェス・モンゴメリー
- 『ムーヴィン・ウェス』 - Movin' Wes (1965年、Verve)

シャーリー・スコット
- 『フォー・メンバーズ・オンリー』 - For Members Only (1963年、Impulse!)
- 『グレート・スコット』 - Great Scott!! (1964年、Impulse!)
- 『ビッグ・バンズ・コレクション』 - Roll 'Em: Shirley Scott Plays the Big Bands (1966年、、Impulse!)

ジミー・スミス
- 『ホーボー・フラッツ』 - Hobo Flats (1963年、Verve)
- Hoochie Coochie Man (1966年、Verve)
- Peter & The Wolf (1966年、Verve)

クラーク・テリー
- Duke with a Difference (1957年、Riverside)

ダイナ・ワシントン
- The Swingin' Miss "D" (1956年)
- 『ベッシー・スミス・ソング・ブック』 - Dinah Sings Bessie Smith (1958年)
- Blue Gardenia: Songs Of Love (1995年)

ビリー・ストレイホーン
- 『キュー・フォー・サクソフォン』 - Cue for Saxophone (1959年、Felsted)
- 『ライヴ!!!』 - !!!Live!!! (1969年、Roulette)

ランディ・ウェストン
- 『ウフル・アフリカ』 - Uhuru Afrika (1960年、Roulette)
- 『ハイライフ』 - Highlife (1963年、Colpix)